# Lisbet Guldbaek
Lisbet Guldbaek (ur. 10 kwietnia 19?? roku w Aalborgu) – francuska piosenkarka duńskiego pochodzenia. 
Pochodzi z Aalborg w Jutlandii. Debiutowała na scenie w wieku jedenastu lat w duńskim musicalu Annie. Potem śpiewała jako chórzystka w musicalu Miss Nitouche i gra główną rolę w Ikke Mun nu nu. W wieku 18-19 lat przeprowadziła się do Paryża i od 1989 roku zaczęła śpiewać w zespole. Wraz z orkiestrą występowała w restauracjach Hollywood Savoy. animowanym Dawno temu w Ameryce (Il était une fois en Amérique) i Odkrywcy (Les découvreurs) z muzyką Michela Legranda, amerykańskim serialu Ring (The Ring). Brała udział w kilku reklamach. Prowadziła paryski Jazz Club w Hôtel Méridien. Grała w musicalach: Broadway muzyczny (Broadway musical), Twist Lata (1997), Nine (1997) w Folies Bergère, Gorączka lat 80. (La fièvre des années 80, 1999) i jednym z największych muzycznych Dziesięć przykazań (Les Dix Commandements, 2000–2003) jako egipska księżniczka Bithia, przybrana matka Mojżesza.
Współpracowała z orkiestrą w programie Nulle Part Ailleurs. Zajęła się dubbingiem, użyczyła swojego głosu we francuskiej wersji filmu animowanego Walt Disney Animation Studios Tarzan (1999) i Kopciuszek 2 (Cendrillon 2, 2002). 

## Dyskografia

### single
- jako chórzystka
  - 2004: Laetizia - Cents fois (Sto razy)
  - 2002: Pascal Obispo - Love United (Wielka miłość)

### albumy
- jako chórzystka
  - 2002: Daniel Lévi - Ici et maintenant; jako chórzystka - utwór Tous les męmes (Wszystkie te same)
  - 2000: Michel Sardou - Français
- jako soliska
  - 2002: Cendrillon 2; utwory: „Laisse parler ton cśur” (Niech twoje serce), „Le monde te respectera” (Świat będzie respektować ciebie) i „Ce qui compte est ŕ l'intérieur” (Liczy się wnętrze)
  - 2000: Noel ensemble
  - 2000: Les Dix Commandements; utwory „Je laisse à l'abandon” (I zostawić porzucone), „Il s'appellera Moďse” (Jego imię to Mojżesz), „Oh Moïse” (Och, Mojżeszu) z Ja’el Na’im i Pédro Alvèsem, „Mais Tu T'en Vas”, wyd. Atletico music/Universal